# Środek cieniujący
Środek cieniujący, środek kontrastujący, żargonowo kontrast – substancja podawana podczas obrazowania w celu lepszego uwidocznienia (poprawienia kontrastu) badanych struktur (tkanek lub narządów).
Idealny środek cieniujący spełnia następujące kryteria:
- jest nieszkodliwy dla zdrowia
- nie bierze udziału w przemianach metabolicznych organizmu
- gromadzi się wybiórczo w danym narządzie
- jest szybko usuwany z organizmu drogami naturalnymi.

Jako środki cieniujące stosowane są, między innymi:
- sole baru – podawane doustnie w celu uzyskania lepszego widoku śluzówki przewodu pokarmowego
- związki jodu[2] – podawane do naczyń krwionośnych w celu uzyskania ich obrazu (a także obrazu serca).